# Unterer Holzbach
Der Untere Holzbach ist ein Zufluss zum Moosbach.
Der Untere Holzbach entspringt südlicher als der nahe gelegene Obere Holzbach am quellenreichen Fuß einer Geländestufe und zieht diesem entlang ebenfalls nordwärts, wobei er dann lange in nur 50–100 Metern rechts vom anderen Bach läuft. Er kehrt sich dann nach Nordosten und erreicht ohne den Umweg seines Namensbruders auf direkterem Wege und etwas weiter abwärts den Moosbach kurz vor der Angermühle, die ebenfalls am Ortsrand von Egling steht.

## Galerie

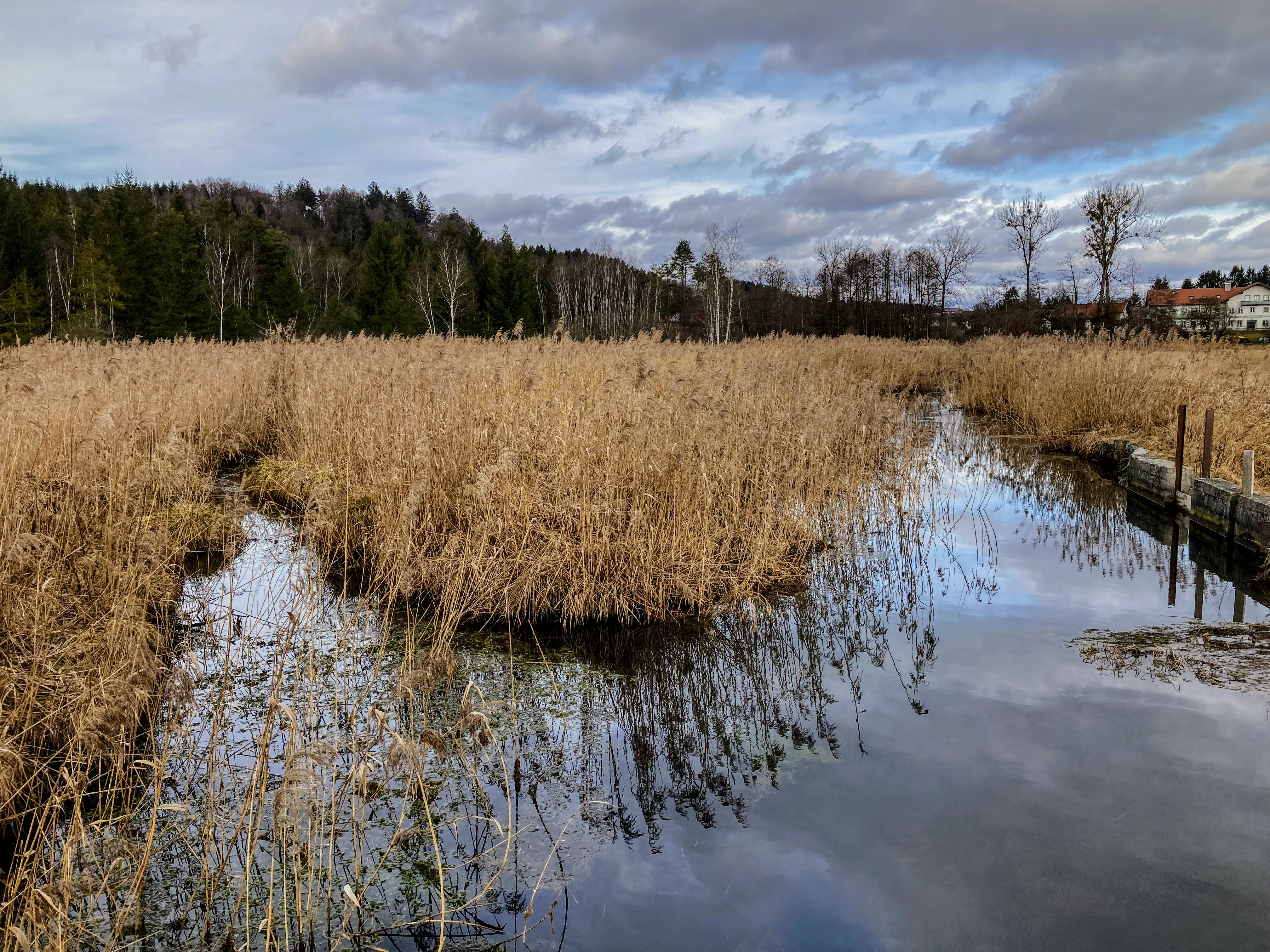
Mündung des Unteren Holzbachs (links) in den Moosbach (rechts)